# Bolsa de Singapur
La Bolsa de Singapur (en inglés: Singapore Exchange Limited, SGX) es una compañía holding de inversión localizada en Singapur que provee servicios relacionados con la compra venta de valores, derivados y otros. SGX es miembro de la Federación Mundial de Bolsas de Valores (World Federation of Exchanges) y de la Federación de Bolsas de Valores de Asia y Oceanía (Asian and Oceanian Stock Exchanges Federation).
Desde agosto de 2011, la bolsa de Singapur ha introducido las operaciones de valores durante todo el día. Las compañías listadas en el SGX pertenecen a dos grupos: las compañías del SGX principal y las compañías del SGX SESDAQ. Las primeras requieren condiciones adicionales impuestas por la SGX, mientras que las segundas no requieren condiciones adicionales.

## Historia

### Formación del SGX
SGX se formó el 1 de diciembre de 1999 como compañía holding. Las acciones compartidas de las anteriores compañías bursátiles, denominadas Stock Exchange of Singapore (SES), Singapore International Monetary Exchange (Simex) y Securities Clearing and Computer Services Pte Ltd (SCCS), fueron canceladas y compradas en su totalidad por SGX. Así, todos los activos de esas tres compañías fueron transferidas a SGX. Los accionistas que poseían acciones en SES, Simex y SCCS recibieron nuevas acciones emitidas por SGX.

### Adquisiciones
En marzo de 2007, SGX compró una participación del 5 % de la bolsa de Bombay (Bombay Stock Exchange) por 42.7 millones USD.
El 15 de junio de 2007, la bolsa de Tokio. Anunció que había adquirido una participación del 4.99 % en la bolsa de Singapur.
El 31 de enero de 2008, SGX adquirió el 20 % de las acciones de Philippine Dealing System Holdings Corp, que se ha convertido en una compañía asociada a SGX.
A principios de 2008, SGW alcanzó un acuerdo para comprar el 95 % de Singapore Commodity Exchange. El 30 de junio de 2008, SGX completó la adquisición de Singapore Commodity Exchange Ltd (SICOM), que ahora es una subsidiaria al 100 %.

### Asociación con NASDAQ OMX
SGX se ha asociado con NASDAQ OMX. Conjuntamente prevén proporcionar servicios para empresas, un conjunto de herramientas y soluciones empresariales, diseñadas para compañías listadas en los mercados de valores asiáticos.

### Características financieras
A 31 de enero de 2010, SGX tiene listadas 774 empresas con una capitalización de mercado combinada de 650 000 millones SGD. Los ingresos de SGX provienen principalmente del mercado de acciones (75 %) y del mercado de derivados (25 %).
SGX está listada en la propia bolsa, siendo un componente de los índices bursátiles de referencia MSCI Singapore Free Index y Straits Times Index.SGX reportó un beneficio neto de 165.8 millones USD para la primera mitad del año financiero de 2010.

## Compañías listadas en la bolsa de Singapur
A 31 de enero de 2010, había 774 empresas listadas en la bolsa de Singapur con una capitalización de mercado de 650 000 millones SGD.
|                                       | enero de 2010 |
| ------------------------------------- | ------------- |
| Empresas domésticas                   | 461           |
| Empresas extranjeras (excluida China) | 160           |
| Empresas chinas                       | 153           |
| Total                                 | 774           |

## Principales accionistas
Los principales accionistas de la Bolsa de Singapur (Singapore Exchange Ltd) a 3 de noviembre de 2010 son:
| Accionista                          | Porcentaje |
| ----------------------------------- | ---------- |
| SEL Holdings Pte Ltd                | 23.45      |
| Citibank Nominees Singapore Pte Ltd | 15.81      |
| DBS Nominees Pte Ltd                | 7.85       |
| DBSN Services Pte Ltd               | 5.99       |
| HSBC (Singapore) Nominees Pte Ltd   | 5.06       |

## Otras lecturas
- Banks, E. (2003). Exchange-traded derivatives. Chichester, West Sussex: John Wiley & Sons Ltd. pp. 157-160. ISBN 978-0-470-84841-8.